# Stazione di Higashi-Fushimi
La stazione di Higashi-Fushimi (東伏見駅?, Higashi-Fushimi-eki) è una stazione ferroviaria situata nella città di Nishitokyo nell'area metropolitana di Tokyo, e servita dalla linea Shinjuku delle Ferrovie Seibu. Fermano solo treni locali e semiespressi.

## Linee
Ferrovie Seibu
● Linea Seibu Shinjuku

## Struttura
La stazione si trova in superficie ed è dotata di due banchine a isola con quattro binari passanti, dei quali i due più esterni vengono utilizzati dai treni espressi che non fermano in questa stazione. Le banchine sono collegate al fabbricato viaggiatori sopraelevato da scale fisse, mobili e ascensori.
| 1 | ● Linea Seibu Shinjuku | per Tanashi, Tokorozawa, Haijima e Hon-Kawagoe |
| 2 | ● Linea Seibu Shinjuku | per Takadanobaba e Seibu-Shinjuku              |

## Stazioni adiacenti
| «                    | Servizio             | »                    |
| Linea Seibu Shinjuku | Linea Seibu Shinjuku | Linea Seibu Shinjuku |
| -------------------- | -------------------- | -------------------- |
| Musashiseki          | Locale               | Seibu-Yagisawa       |
| Musashiseki          | Semiespresso         | Seibu-Yagisawa       |
| Transito             | Espresso             | Transito             |
| Transito             | Espresso pendolari   | Transito             |